# SamGIS-föreningar
SamGIS-föreningar är svenska föreningar som skapats för att underlätta samarbete kring geografiska informationssystem.  De skapades som ett resultat av ett regeringsuppdrag att öka utbytet av geografiska data, som genomfördes 1990.
Regeringsuppdraget, som gavs till Lantmäteriverket, Naturvårdsverket, Statskontoret, Boverket, Kommunförbundet och Stanli, pekade på behovet av upprättandet av en infrastruktur för geografiska data. Då anslag för detta inte kunde ges, blev samverkan genom föreningar, så kallade SamGIS-föreningar, ett resultat av uppdraget.
De regionala SamGIS-föreningarna samverkar genom den nationella branschorganisationen Geoforum. Typiskt omfattar SamGIS-föreningarna ett eller flera län och är organiserade som ideella föreningar med företag, organisationer, kommuner och myndigheter som medlemmar.